# Nuevo México (Guanajuato)
Nuevo México es una localidad del estado mexicano de Guanajuato. Es parte del municipio de Silao de la Victoria.

## Demografía
| Gráfica de evolución demográfica |
|                                  |

| Censo | Población |
| ----- | --------- |
| 1930  | 237       |
| 1940  | 35        |
| 1950  | 174       |
| 1960  | 848       |
| 1970  | 1 192     |
| 1980  | 940       |
| 1990  | 2 498     |
| 2000  | 4 204     |
| 2010  | 3 585     |
| 2020  | 3 460     |